# Романов и Джульетта
«Романов и Джульетта» (англ. Romanoff and Juliet) — американский фильм 1961 года режиссёра Питера Устинова по его же одноимённой пьесе 1956 года, причём он исполнял и в фильме, и в спектакле одну из главных ролей. И фильм, и пьеса были замечены: пьеса номинирована на премию «Тони» за лучшую пьесу и лучшую мужскую роль; фильм был номинирован на высший приз «Золотой медведь» 11-го Берлинского кинофестиваля и на премию Гильдии режиссеров Америки за лучшие режиссёрские достижения в кино.
Романтическая комедия, сюжетом повторяющая трагедию «Ромео и Джульетта» Уильяма Шекспира, — сатира, высмеивающая холодную войну между США и СССР: сын советского посла Вадима Романова влюбляется в Джульетту, дочь американского дипломата, и две противоборствующие семьи, одна коммунистическая, другая капиталистическая, как бы представляют враждующие шекспировские кланы Монтекки и Капулетти.

## Сюжет
Генерал: по нашему мнению, поправка к поправке к поправке к проекту резолюции является непонятной.
Хупер Маулсворт: Да ведь и ребенок мог бы это понять!
Генерал: Увы, я уже не ребёнок.
Отто: Ну и что, что не поняли, это никогда не останавливало настоящего государственного деятеля от голосования.
Генерал: Кстати, вы знаете: они знают, что вы знаете, что они знают, что вы знаете.
Генерал: В аэропорт, и как можно быстрее. Мы должны выбраться отсюда, прежде чем американцы успеют предложить нам помощь.
Отто: Отказаться от помощи? Но ты же знаешь, как беден наш народ. Все наше богатство состоит из спиртного, нескольких японских фотоаппаратов и библиотеки запрещенных книг, конфискованных таможней. Весь наш доход происходит от намеренного печатания марок с дефектами. Но даже филателисты уже начинают что-то подозревать.
Романов: Я офицер, сэр. Я не способен на трусость.
Генерал: Хотите верьте, хотите нет, сэр, но я сам офицер. Я не способен почти ни на что.
Голосование в ООН по резолюции зашло в тупик: решающий голос принадлежит крошечной, малоизвестной европейской стране Конкордии (прим.: это вымышленное государство). Её представитель воздерживается от голосования. Чтобы решить проблему, послы США и СССР в Конкордии стремятся склонить каждый на свою сторону её главу — Генерала.
Джульетта Маулсворт (Moulsworth) и Игорь Романов встречаются на вечеринке, причём он не знает, что эта девушка — дочь американского посла, а она не в курсе, что этот юноша — сын советского посла. Влюблённые и всю ночь проводят вместе, и лишь под утро, перед тем как расстаться, с огорчением узнают о происхождении друг друга.
Жених Джульетты, Фредди, пишет невесте, что собирается навестить её в Конкордии. Она в панике признаётся родителям, что влюблена не во Фредди, а в Игоря; те в шоке от такой новости. Тем временем родители Игоря сообщают ему, что намерены организовать для него свадьбу, и будущая невеста скоро прибудет. Игорь говорит им, что влюбился в Джульетту, и его родители реагируют так же, как родители девушки.
Отто, советник Генерала, опасается, что их маленькая страна, не имеющая вооружённых сил (кроме двух солдат, чьи ружья не заряжены), будет захвачена, если они станут продолжать воздерживаться от голосования, и они вдвоем составляют нетрадиционный план спасения Конкордии… Они начинают с того, что запугивают большие страны взрывом атомной бомбы, хотя у них, естественно, нет никакой бомбы вообще, не то что атомной. Затем они объявляют, что собрали Добровольческую армию из патриотически настроенных граждан — не уточняя её численность. И устраивают имитацию военных учений, хаотичных и бессмысленных.
И тут советский шпион, друг Игоря, извещает Генерала, что Романов-младший подумывает покончить с собой, поскольку не может быть с любимой. Генерал спешит к Игорю, отговаривает его от подобных действий и советует выбросить из головы всякие глупости, обещая, что тот увидит свою возлюбленную в течение часа. Генерал идёт к Джульетте, которая говорит ему, что не может быть с Игорем ради своих родителей, но Генерал убеждает её, что она должна следовать велению своего сердца.
Генерал учреждает Исторический День Независимости — хотя никто не понимает, к чему конкретно приурочены торжества: когда, кто и и от кого стал независим? И приглашает американского и советского послов на праздник с танцами и маскарадом. Оказывается, под видом торжественной церемонии Генерал организует настоящую свадьбу скрытых под масками Романова и Джульетты — и конкордианский священник венчает влюблённых на ступенях церкви с одобрения и на глазах ничего не подозревающих родителей.
А когда церемония завершается, Генерал объясняет ошеломлённым родителям новобрачных — послам сверхдержав США и СССР, — что Конкордии не нужны бомбы, потому что нет ничего сильнее любви. О том же он спешит уведомить и ООН: «Нашим оружием будет смех, а нашим делом — любовь».

## В ролях
- Питр Устинов — Генерал
- Сандра Ди — Джульетта Маулсворт
- Джон Гэвин — Игорь Романов
- Аким Тамиров — Вадим Романов, отец, посол СССР
- Шэйн Тамара — Евдокия Романова, мать
- Джон Филлипс — Хупер Маулсворт, отец Джульетты, посол США
- Аликс Тальтон — Бьюла
- Рик Ван Наттер — Фредди, жених Джульетты
- Питер Джоунс — Отто
- Сюзанн Клутье — Марфа Злоточенка
- Джон Алдерсон — Рэндл Уикс
- Томас Чалмерс — глава кабинета
- Карл Дон — советский шпион
- Эдвард Атьенца — патриарх
- Тони Селуарт — председатель ООН
- Ренато Кьянтони — Джозеф, пилот
- Бут Колман — таможенник

Этот фильм содержит единственное экранное актёрское исполнение — в роли кухарки — известной баронессы Марии Игнатьевны Будберг.

## Съёмки
Фильм снимался в Италии, несколько сцен сняты в римском парке Villa Sciarra, например, первая встреча Романова и Джульетты — у Фонтана черепах, но в основном натурные съёмки велись в Тоди, а павильонные — на киностудии «Чинечитта»; в период съёмок в Риме проводились летние Олимпийские игры 1960, что нашло отражение в фильме.
Руководители киностудии Universal Pictures было настолько довольно вкладом Питера Устинова в вышедший годом ранее фильм Стэнли Кубрика «Спартак», что согласилось позволить ему экранизировать его популярную пьесу — с единственной оговоркой: бюджет не должен превышать одного миллиона долларов (для сравнения, бюджет «Спартак» составлял 12 млн), но и эта сумма была большой для экранизации пьесы, что позволило снять не типичный для 1960-х чёрно-белый фильм, а цветной в техниколоре.

## Литературная основа
Фильм снят по одноимённой пьесе Питера Устинова 1956 года. Она имела большой успех: бродвейская постановка  Дэвида Меррика в 1957 году выдержала 389 спектаклей. В актёрский состав премьеры вошли сам Питер Устинов в роли Генерала (как и в фильме), Игоря играл Джеральд Саррачини, а Джульетту — Элизабет Аллен.

В пьесе «Романов и Джульетта», претендующей на роль легкомысленной басни, Устинов печально закатывает глаза на идиотизм человечества, резвится, как игривый морж, и вскрывает протокол государственности: "В наши дни дипломат, — замечает он, — это не что иное, как метрдотель, которому иногда разрешают присесть".
Оригинальный текст (англ.)In Romanoff and Juliet, which pretends to be no more than a featherweight fable, Ustinov rolls his eyes ruefully at the idiocy of mankind, cavorts like a playful walrus and punctures the protocol of statehood. "A diplomat these days, " he observes, "is nothing but a headwaiter who’s allowed to sit down occasionally.
— журнал «LIFE», 1957 год

## Дополнительно
Сцена, когда жена советского посла желает иметь «эту глупую капиталистическую шляпу» — отсылка к фильму «Ниночка» 1939 года, где заглавная героиня (Грета Гарбо) хотела заполучить такой головной убор. При этом жену посла играет Тамара Шейн, которая в «Ниночке» сыграла эпизодическую роль.